# Liste der Länderspiele der ivorischen Futsalnationalmannschaft
Die nachfolgende Liste enthält alle Länderspiele der ivorischen Futsalnationalmannschaft der Männer, die der Fußballverband der Elfenbeinküste, die Fédération ivoirienne de football (FIF), im Jahr 2015 gegründet hat. Futsal ist die einzige von der FIFA anerkannte Variante des Hallenfußballs. Bisher wurden zwei Länderspiele ausgetragen.

## Länderspielübersicht
Legende
- Erg. = Ergebnis
- n. V. = nach Verlängerung
- i. S. = im Sechsmeterschießen
- abg. = Spielabbruch
- H = Heimspiel
- A = Auswärtsspiel
- * = Spiel auf neutralem Platz
- Hintergrundfarbe grün = Sieg
- Hintergrundfarbe gelb = Unentschieden
- Hintergrundfarbe rot = Niederlage

| Nr.                    | Datum      | Erg. | Gegner  |   | Austragungsort                            | Anlass                                  | Bemerkungen |
| ---------------------- | ---------- | ---- | ------- | - | ----------------------------------------- | --------------------------------------- | --- |
| 1                      | 06.12.2015 | 2:7  | Marokko | H | Abidjan, Palais des sports de Treichville | Afrikameisterschaft 2016- Qualifikation | Erstes Heimspiel Erste Niederlage Erste Heimniederlage Höchste Niederlage Höchste Heimniederlage Erstes Länderspiel gegen Marokko |
| 2                      | 13.12.2015 | 0:5  | Marokko | A | Kenitra (MAR)                             | Afrikameisterschaft 2016- Qualifikation | Erstes Auswärtsspiel Erste Auswärtsniederlage Höchste Auswärtsniederlage                                                          |
| Stand: 27. August 2018 |            |      |         |   |                                           |                                         | |

## Statistik
In der Statistik werden nur die offiziellen Länderspiele berücksichtigt.
Legende
- Sp. = Spiele
- Sg. = Siege
- Uts. = Unentschieden
- Ndl. = Niederlagen
- Hintergrundfarbe grün = positive Bilanz
- Hintergrundfarbe gelb = ausgeglichene Bilanz
- Hintergrundfarbe rot = negative Bilanz

### Gegner
| Land    | Kontinentalverband | Sp. | Sg. | Uts. | Ndl. | Torverhältnis |
| ------- | ------------------ | --- | --- | ---- | ---- | ------------- |
| Marokko | CAF                | 2   | 0   | 0    | 2    | 02:12         |
| Gesamt  | Gesamt             | 2   | 0   | 0    | 2    | 02:12         |

### Kontinentalverbände
| Kontinentalverband                 | Sp. | Sg. | Uts. | Ndl. | Torverhältnis |
| ---------------------------------- | --- | --- | ---- | ---- | ------------- |
| AFC (Asien)                        | 0   | 0   | 0    | 0    | 0:0           |
| CAF (Afrika)                       | 2   | 0   | 0    | 2    | 02:12         |
| CONCACAF (Nord- und Mittelamerika) | 0   | 0   | 0    | 0    | 0:0           |
| CONMEBOL (Südamerika)              | 0   | 0   | 0    | 0    | 0:0           |
| OFC (Ozeanien)                     | 0   | 0   | 0    | 0    | 0:0           |
| UEFA (Europa)                      | 0   | 0   | 0    | 0    | 0:0           |
| Gesamt                             | 2   | 0   | 0    | 2    | 02:12         |

### Anlässe
| Anlass                                   | Sp. | Sg. | Uts. | Ndl. | Torverhältnis |
| ---------------------------------------- | --- | --- | ---- | ---- | ------------- |
| Afrikameisterschaft-Qualifikationsspiele | 2   | 0   | 0    | 2    | 02:12         |
| Freundschaftsspiele                      | 0   | 0   | 0    | 0    | 0:0           |
| Gesamt                                   | 2   | 0   | 0    | 2    | 02:12         |

### Spielarten
| Spielart                       | Sp. | Sg. | Uts. | Ndl. | Torverhältnis |
| ------------------------------ | --- | --- | ---- | ---- | ------------- |
| Heimspiele (H)                 | 1   | 0   | 0    | 1    | 2:7           |
| Spiele auf neutralem Platz (*) | 0   | 0   | 0    | 0    | 0:0           |
| Auswärtsspiele (A)             | 1   | 0   | 0    | 1    | 0:5           |
| Gesamt                         | 2   | 0   | 0    | 2    | 02:12         |

### Austragungsorte
| Austragungsort | Land           | Sp. | Sg. | Uts. | Ndl. | Torverhältnis |
| -------------- | -------------- | --- | --- | ---- | ---- | ------------- |
| Abidjan        | Elfenbeinküste | 1   | 0   | 0    | 1    | 2:7           |
| Kenitra        | Marokko        | 1   | 0   | 0    | 1    | 0:5           |
| Gesamt         | Gesamt         | 2   | 0   | 0    | 2    | 02:12         |

### Spielergebnisse
|      | Gegentore | Gegentore | Gegentore | Gegentore | Gegentore | Gegentore | Gegentore | Gegentore |
| Tore | 0         | 1         | 2         | 3         | 4         | 5         | 6         | 7         |
| ---- | --------- | --------- | --------- | --------- | --------- | --------- | --------- | --------- |
| 0    | -         | -         | -         | -         | -         | 1         | -         | -         |
| 1    | -         | -         | -         | -         | -         | -         | -         | -         |
| 2    | -         | -         | -         | -         | -         | -         | -         | 1         |